# Danza española

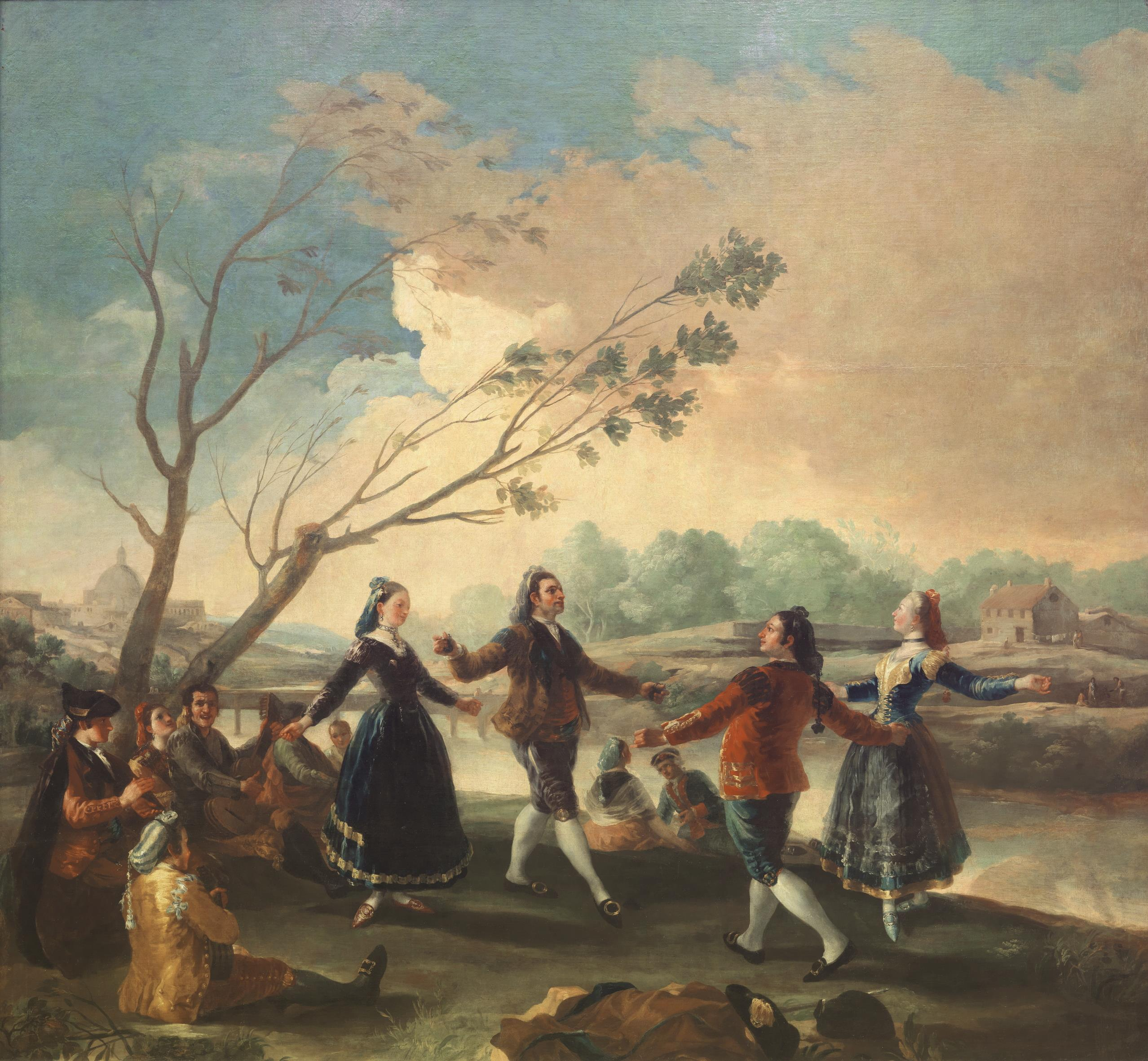
Baile a orillas del Manzanares, uno de los cartones de Francisco de Goya realizado entre 1776 y 1777.

Danza española hace referencia al conjunto de bailes de origen español. Estos difieren según regiones y representan los actos culturales más importantes de cada localidad.

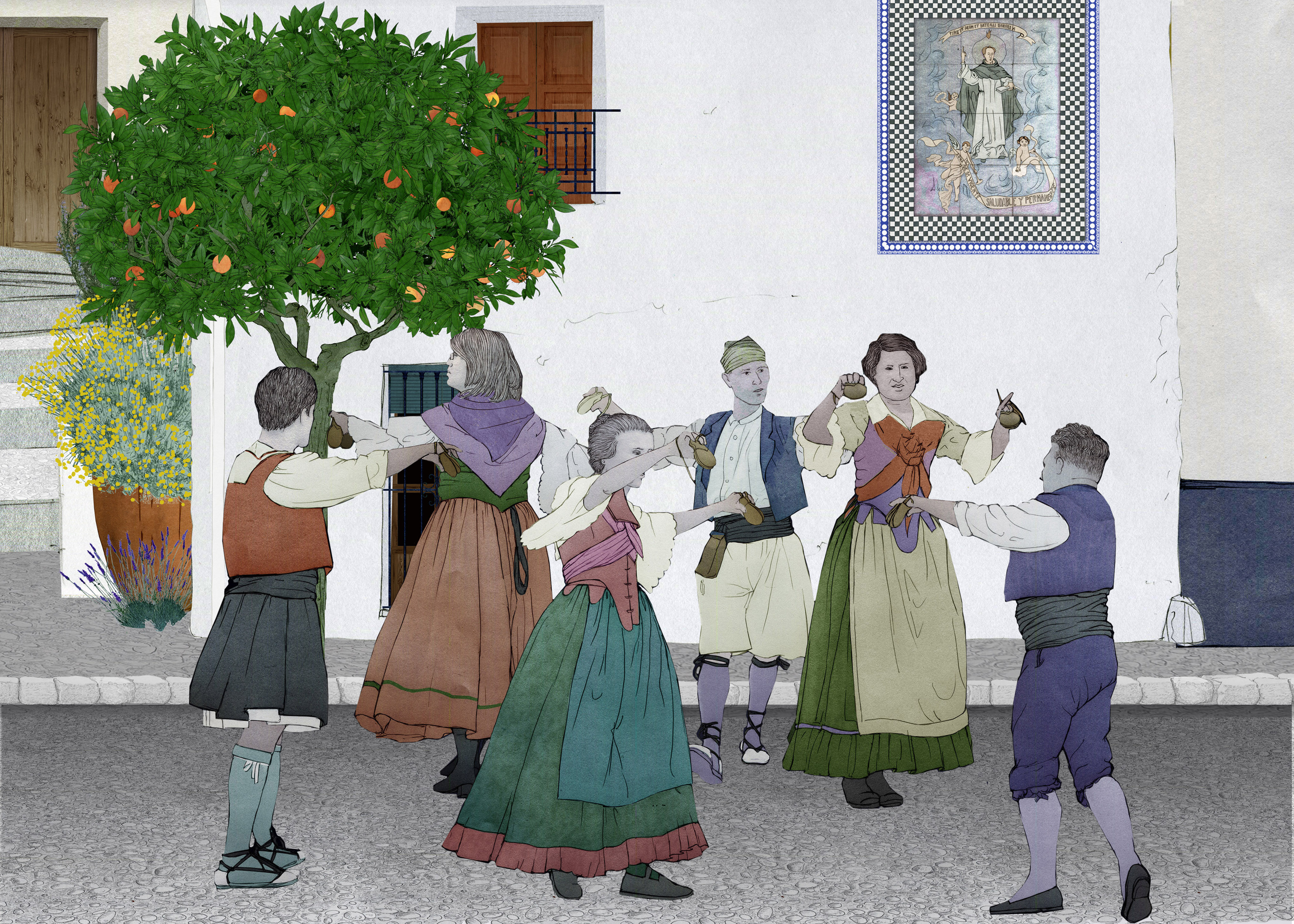
Danza tradicional valenciana

El concepto de baile español o ballet español se diferencia del ballet clásico y suele identificarse habitualmente con el baile flamenco, aunque no se identifica de forma estricta con él.

## Historia

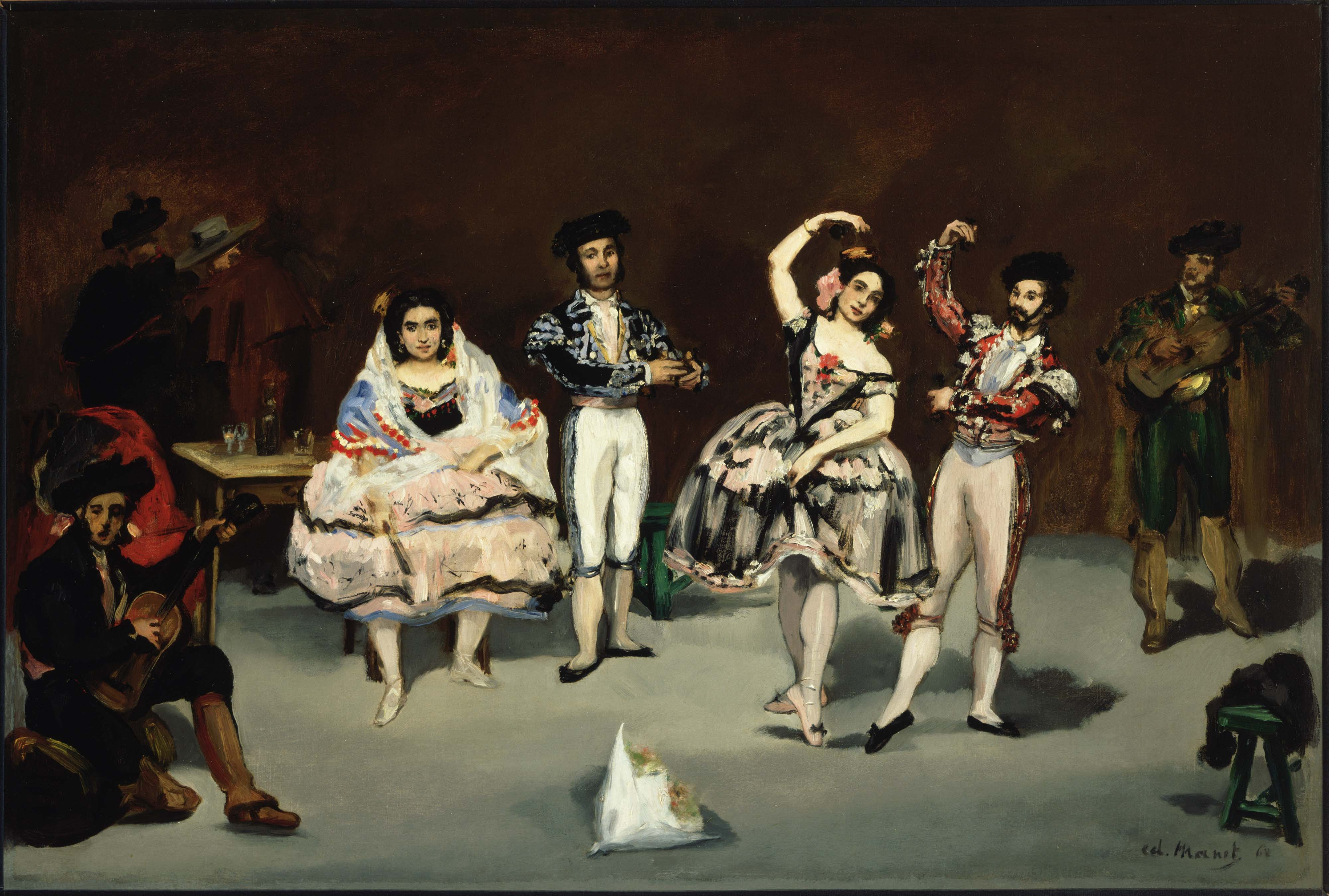
Baile español, Manet, 1862.

Las pinturas rupestres de la geografía española incluyen los primeros rituales dancísticos, llegando a formar parte de la cultura española.
La danza española o clásico español es un proceso de formación que, unida al baile y al ballet español, y a pesar de los inconvenientes históricos, políticos y económicos, ha perdurado hasta la actualidad. Aun así, no está bien reconocida oficialmente, pero, por otra parte, el baile flamenco es el más valorado y representativo.
Hay testimonios del particular cultivo de la danza en España en los autores del mundo clásico y en los de la Edad Media. Los romanos tenían a las bailarinas gaditanas por las más bellas y elegantes del mundo. Fue el Renacimiento el que rehabilitó los bailes populares, dándoles tono y llevándolos muchas veces a los salones elegantes (fandango, charrada, pasacalles, contradanza). Resultó entonces que en el transcurso del tiempo se habían ido perdiendo o confundiendo unos con otros, sin que por eso dejaran de advertirse dos grandes grupos: de un lado, las danzas de ritos guerreros o conmemorativos de grandes batallas, antiquísimos (aurresku, paloteo); y de otro, las danzas rituales religiosas, más propias y tradicionales de la Edad Media.

## Danzas regionales
- Aurresku, es una danza popular del País Vasco. Este baile se suele interpretar en eventos especiales, tales como bodas, inauguraciones, homenajes y en otros actos públicos.[4]
- Ball pla (en español,  baile llano) es una danza tradicional y extendida, sobre todo en Cataluña, que data del siglo XVII. Se baila por parejas y con movimientos suaves y lentos. Se divide en tres partes coherentes: Començament, Caiguda, Rístol.[5]
- Bolero es un baile de ritmo ternario, se divide en tres partes (coplas), que varían muchas veces durante interpretación del baile. Suele interpretarse con acompañamiento de guitarra y de otros instrumentos folklóricos.[6]
- Chotis es el arte y es una música y baile con origen en Bohemia, que llegó a la península ibérica en el año 1850, cuando por primera vez se bailó en el Palacio Real de Madrid. Se baila en pareja entre hombre y mujer. Al día de hoy,[¿cuándo?] el chotis se considera una danza madrileña, ya que suele interpretarse en las fiestas de San Isidro que tienen lugar en la capital española Madrid.[7]
- Danza de las lanzas de Ruiloba (danza de Ruiloba) es un baile regional que data del siglo XVI y se realiza en el municipio de Ruiloba Cantabria, que está situada al norte de España. Se baila en su mayoría en las fiestas del Municipio, que se celebran cada año el 2 de julio festividad de la virgen de los remedios (patrona de Ruiloba) "el Remedio" en la localidad de Liandres-Ruiloba, 15 de agosto-nuestra señora de la asunción  en la localidad de Barrio la iglesia- Ruiloba (Cantabria),16 de agosto-San roque en la localidad Pando-Ruiloba( Cantabria) y 9 de septiembre El Mozucu en la localidad vecina de Barrio la virgen-Udias (Cantabria).
- Danza Prima es un baile típico de Asturias, se baila en un círculo, los participantes van unidos y cogidos de los manos y en el que se puede unir en cualquier momento.[8]
- Las danzas vascas, euskal dantzak en euskera, son un conjunto de bailes de la cultura del País Vasco (España) y suponen un acto social de gran interés para los turistas y entre los habitantes de esta comunidad autónoma.

## Bailes populares españoles

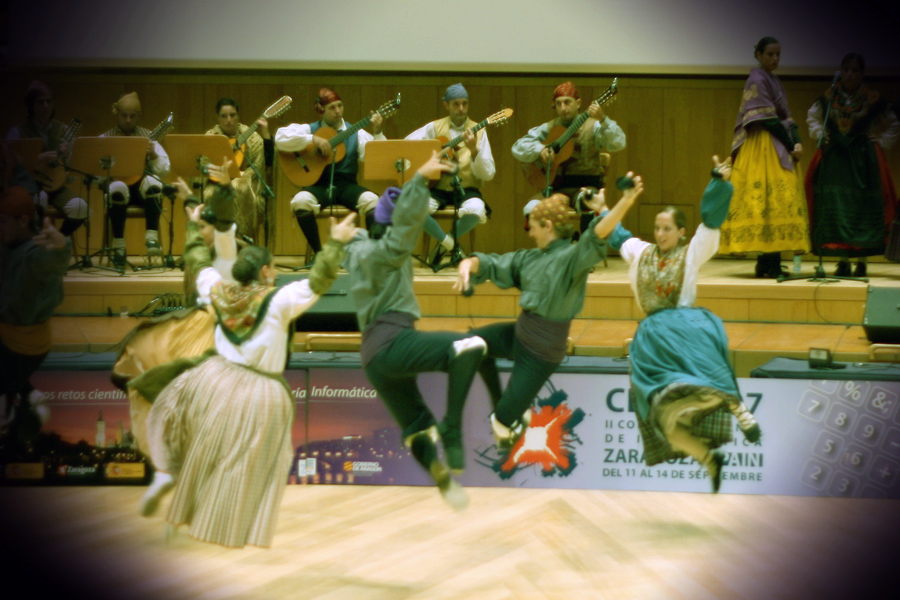
Bailarines de Jota Aragonesa

Otros bailes populares españoles con la consideración de danza folclórica más o menos extendidos por distintas zonas del territorio (bailes regionales) son el vito, la jota, la reja, danzas vascas, sardana, muñeira, paloteo, isa canaria, etc.
Particularmente, algunos de estos bailes tradicionales son habitualmente considerados como ramas de la danza clásica española, sobre todo el bolero , en su forma denominada la escuela bolera, el fandango, las seguidillas (la seguidilla es un tipo de estrofa y la seguiriya uno de los palos del flamenco), la crotacología o arte de tocar las castañuelas o palillos, habitualmente mientras se baila, y el zapateado.
Alguna clasificación distingue las danzas regionales, que incluyen bailes antiguos como el fandango o modernos como las sevillanas, la danza flamenca, la danza española clásica o escuela bolera, la danza española neoclásica o renacimiento de la danza española a finales del siglo XIX.
Otras formas de danza española no relacionadas con la tradición folclórica o flamenca son la danza contemporánea en España (danza moderna o danza contemporánea), el baile juvenil en España (baile juvenil: rock, música disco, hip hop, bakalao, etc.) a veces ligados a alguna subcultura juvenil o tribu urbana; pero que en alguna ocasión incluyen ritmos tradicionales españoles o hispanoamericanos (rumba en sus formas flamenca y catalana), y baile de salón en España (baile de salón) concepto que engloba a algunos bailes españoles (más bien los recientes -del siglo XIX-, como el pasodoble, las sevillanas, o el chotis; o los modificados, como el bolero moderno), otros bailes hispanoamericanos (muchos de ellos cantes de ida y vuelta, originados por el contacto transatlántico: tango, cumbia, milonga, salsa, merengue, etc.) y otros bailes europeos (polca, vals, etc.) brasileños (samba) o estadounidenses (fox trot, swing, rock, etc.).

## Compañías de danza

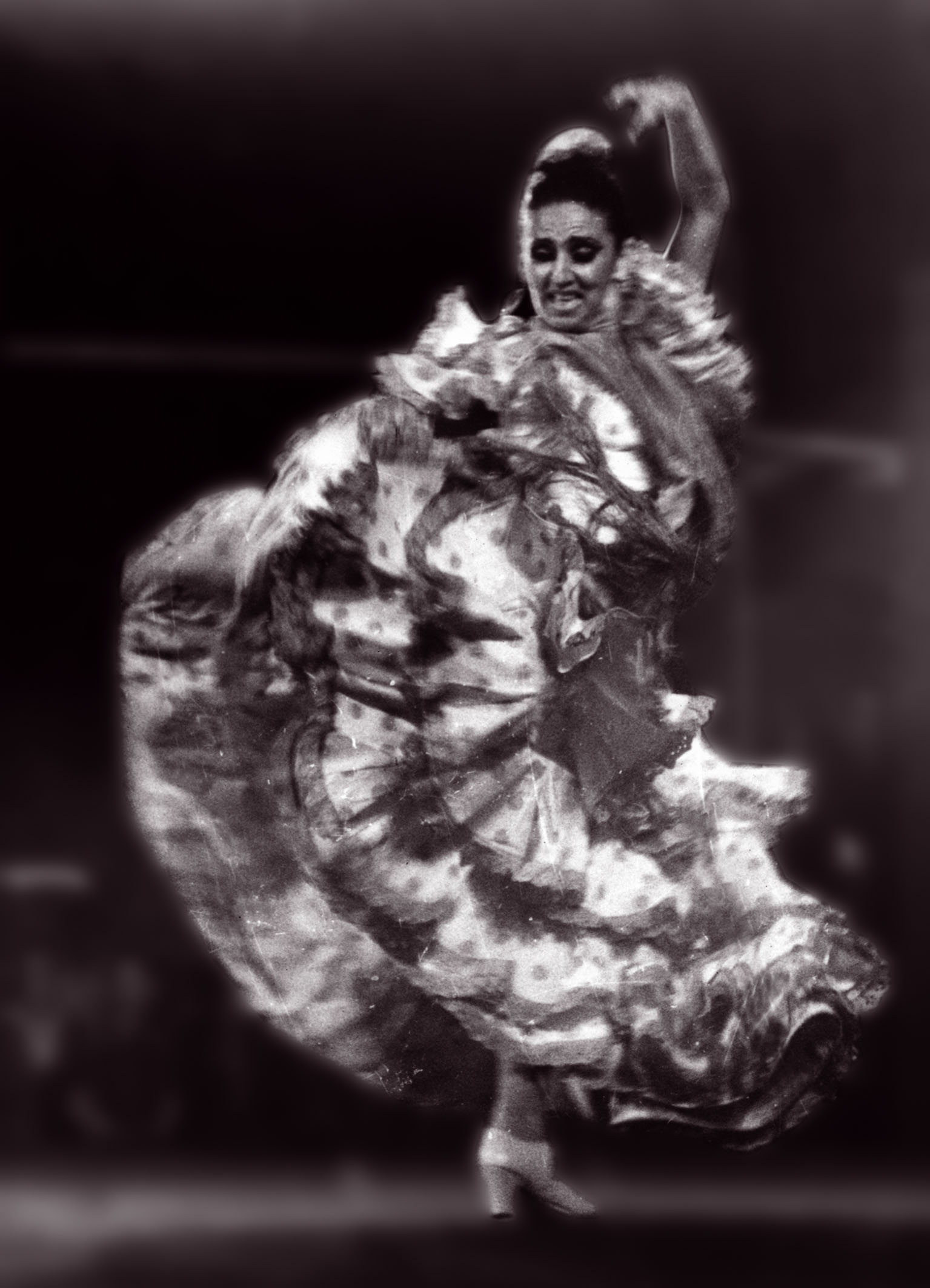
Bailarina de flamenco.

Las distintas compañías de danza son el Ballet Español de Cuba, fundado por Alicia Alonso, el Ballet Nacional de España, fundado por Antonio Gades, especializado en danza española y baile flamenco. y la Compañía Nacional de Danza de España o Ballet Nacional de España Clásico, fundada por Víctor Ullate.

## Danza española en el arte

### Obras cinematográficas
Obras cinematográficas como Duende y misterio del flamenco (1952), de Edgar Neville; Los Tarantos (1962) o El amor brujo, de Francisco Rovira Beleta; Bodas de sangre o El amor brujo, ambas de Carlos Saura y Antonio Gades, etc.

### Composiciones musicales
12 Danzas españolas, de Enrique Granados (entre 1892 y 1900).
El sombrero de tres picos o El amor brujo de Manuel de Falla, responsable junto con Federico García Lorca del Concurso de Cante Jondo de Granada de 1922.

### Obras plásticas

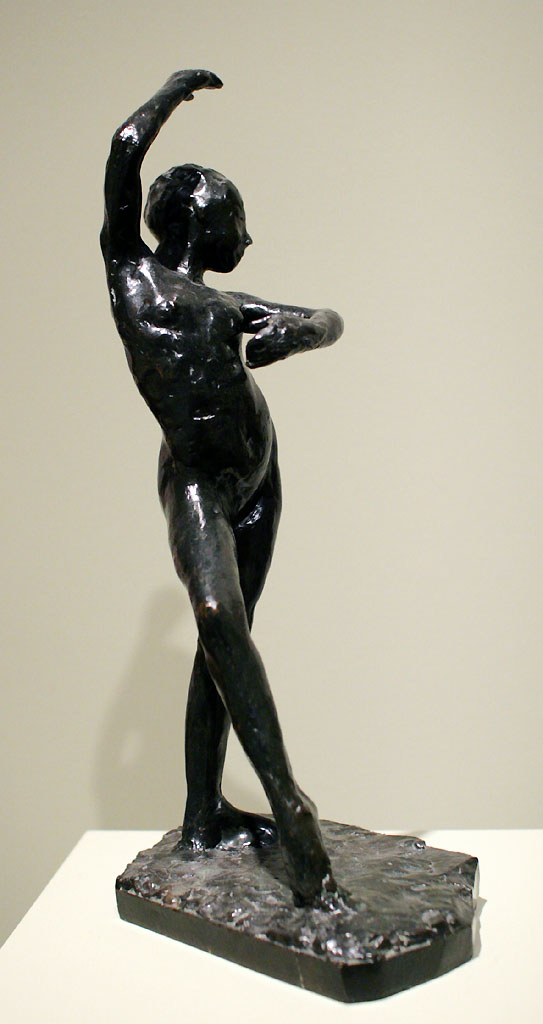
La Danza Española, bronce de Degas.

La Danza Española, escultura de Edgar Degas (hacia 1885), conservada en el Ackland Museum (Chapel Hill, Carolina del Norte, Estados Unidos).

## Bailarines notables
Bailarines como Antonio El Bailarín, Mimi Bernales, Mariemma, Cristina Hoyos, Sara Baras, Joaquín Cortés y Vicente Escudero, que fue también tratadista, estableciendo el Decálogo del buen bailarín.

## Galería de imágenes

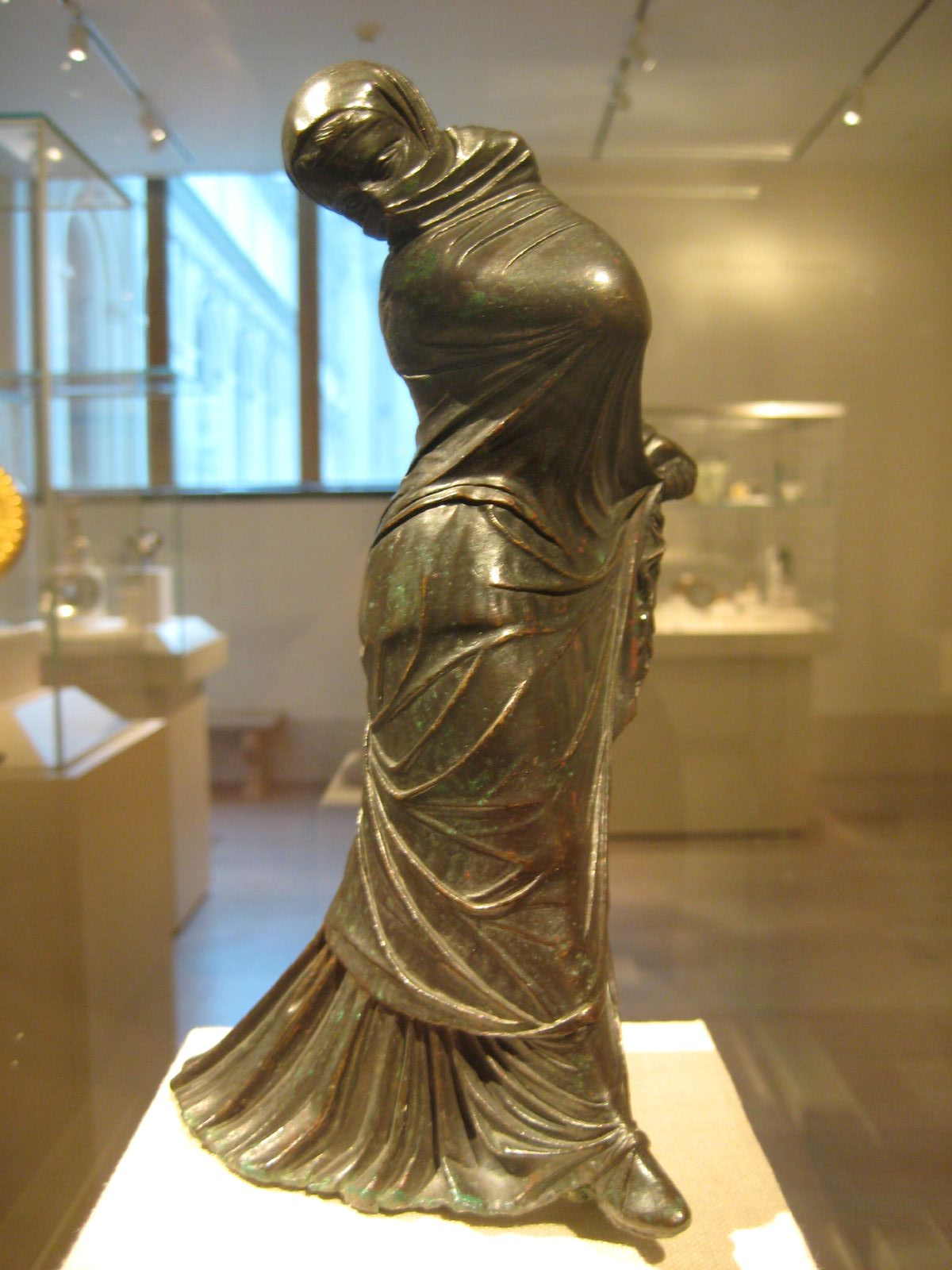
Bailarina de bronce griega del siglo II a. C.. Metropolitan Museum of art. La similitud con las poses de las bailarinas españolas de la Edad Contemporánea son evidentes.
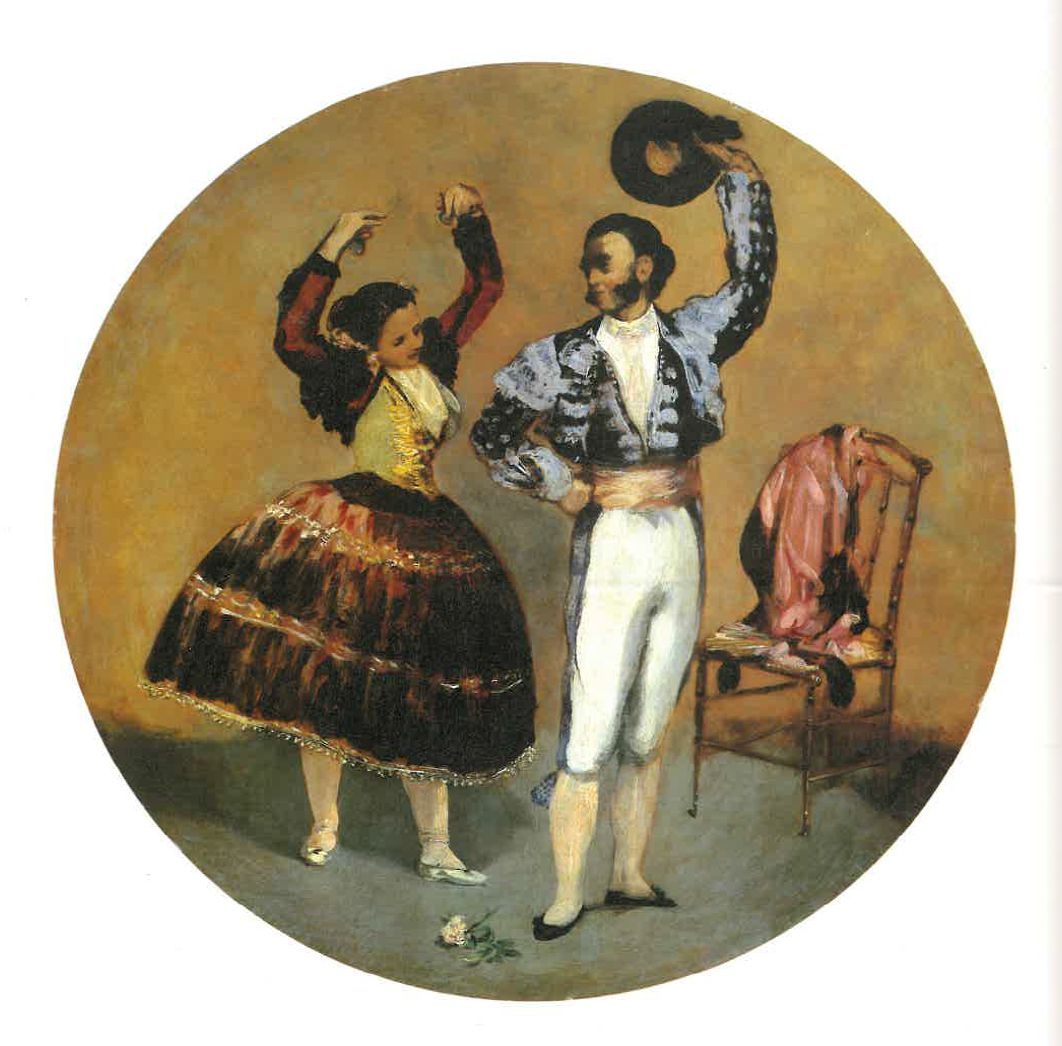
Danseurs espagnols, Manet, 1779.
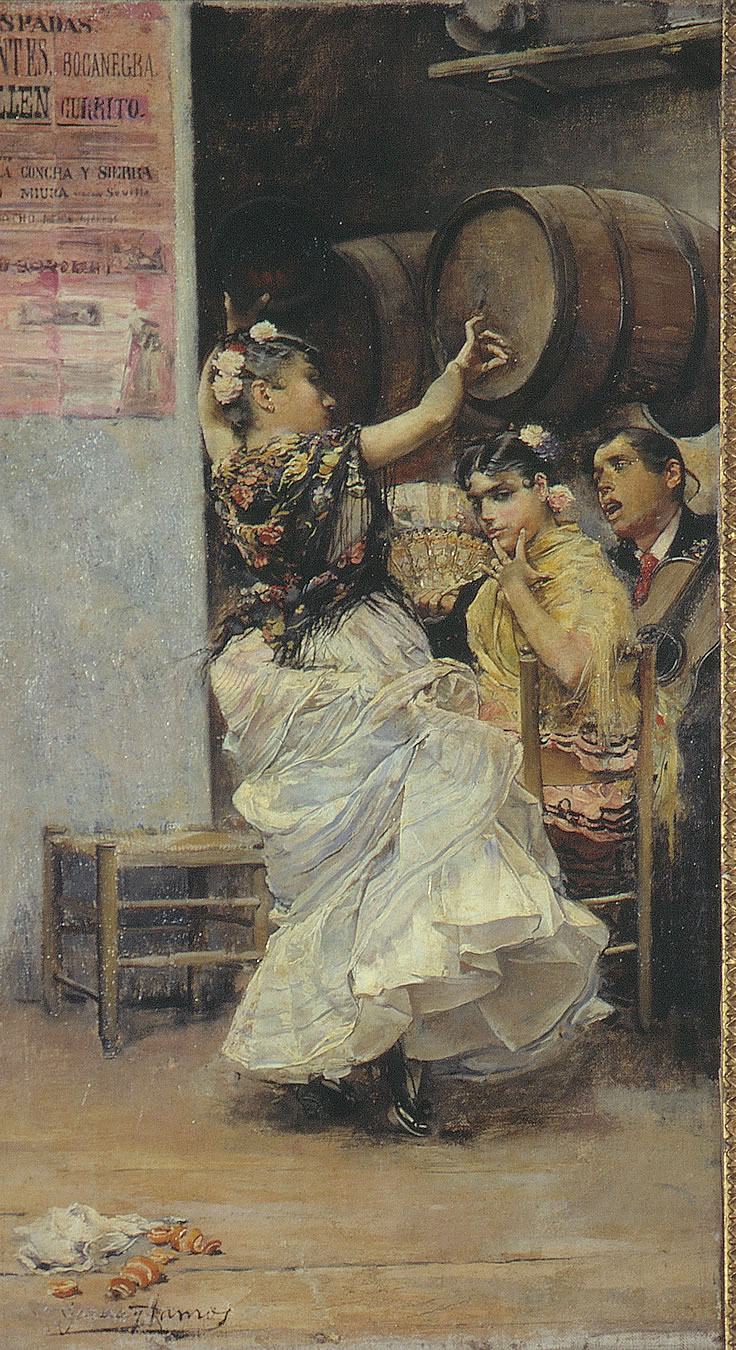
Baile por Bulerias, José García Ramos, 1884.
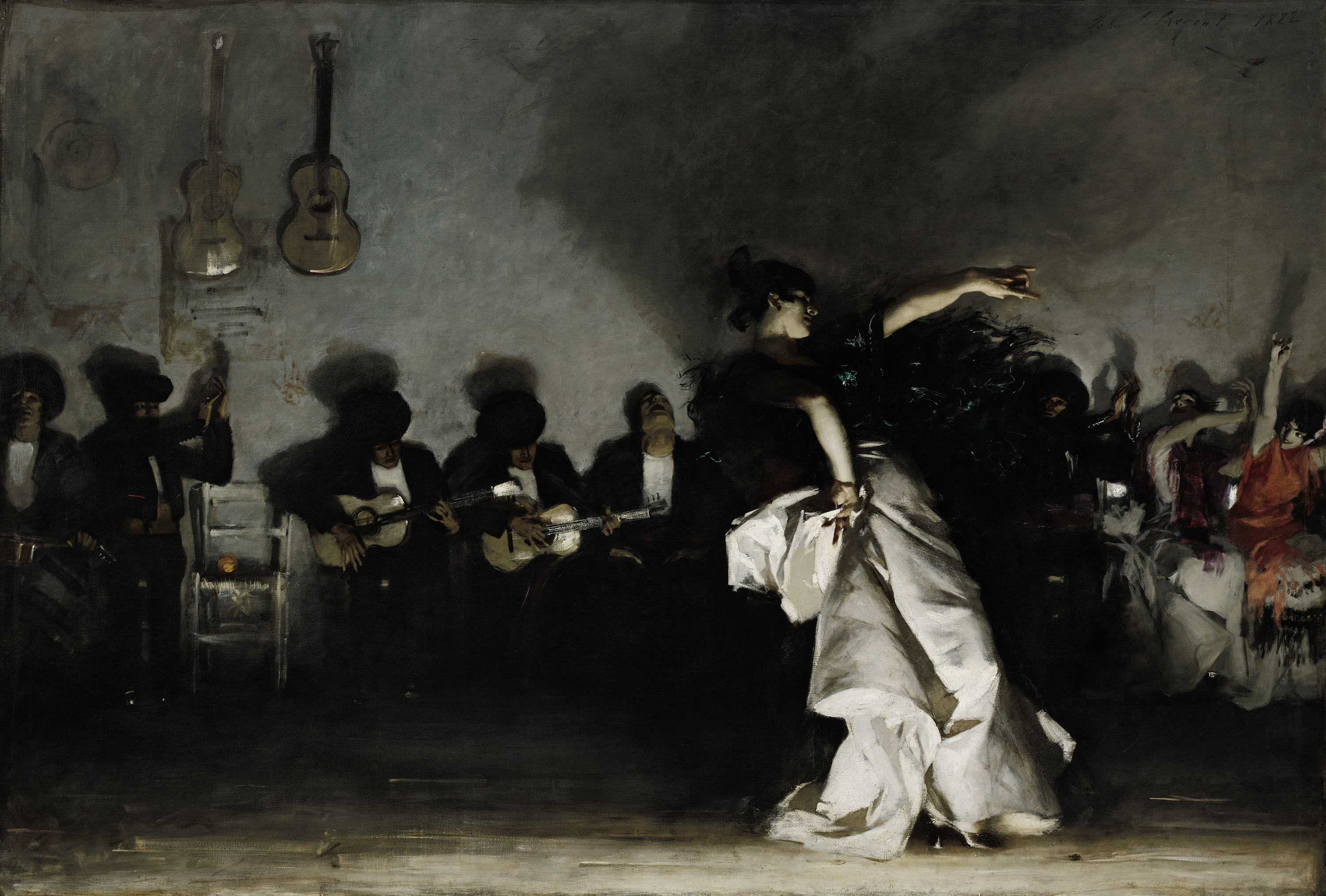
El Jaleo, John Singer Sargent, 1882.
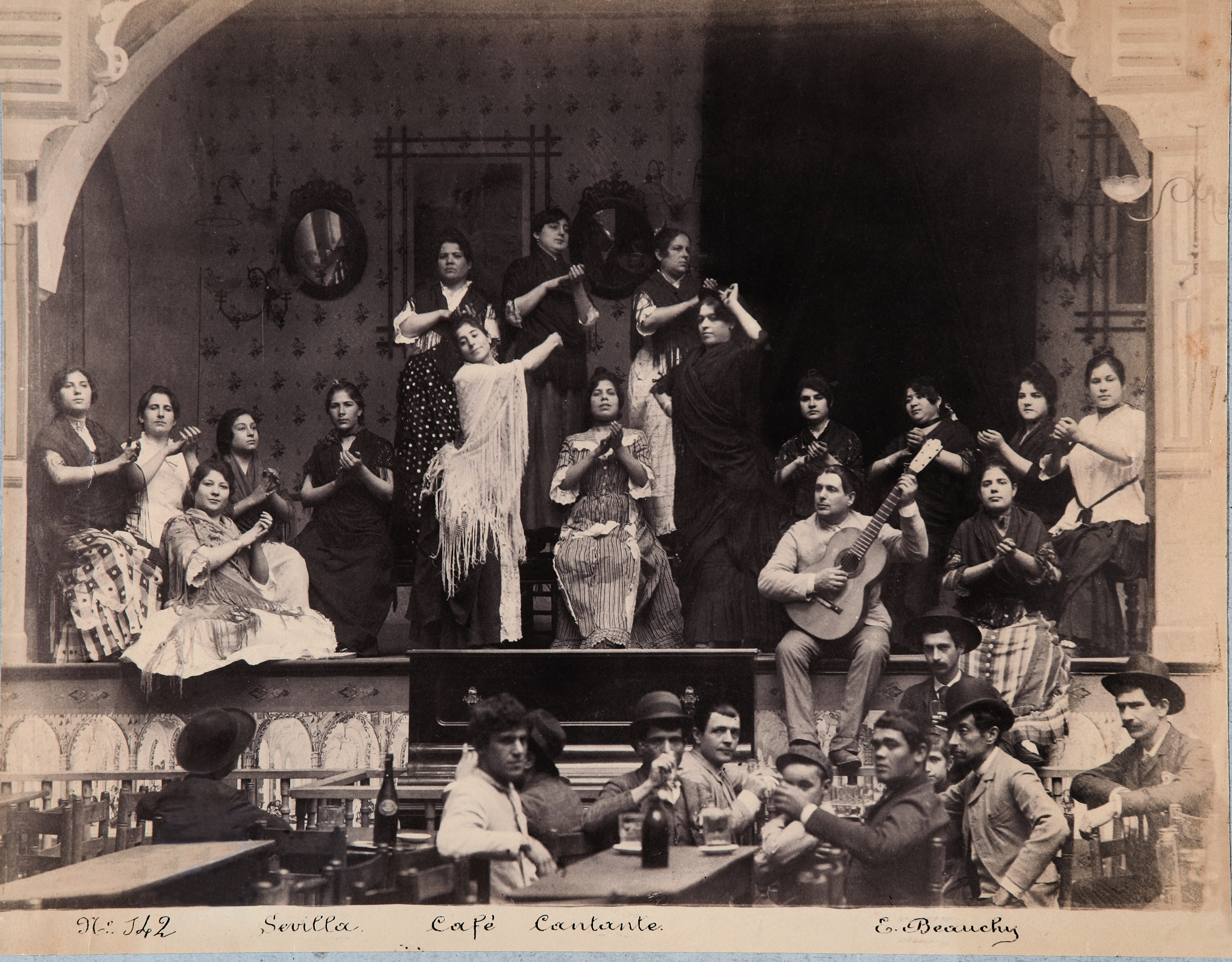
Café cantante, en Sevilla, hacia el año 1888. Fotografía de Emilio Beauchy.